# 袁魁
袁魁（1542年—？），字子鶚（或字子選），直隸廣平府成安縣人，民籍，明朝政治人物。

## 生平
嘉靖四十年辛酉科順天府鄉試第六十九名舉人。隆慶二年（1568年）中式戊辰科三甲第八十七名進士。初知陽曲縣，後解綬歸。

## 家族
曾祖袁玘；祖父袁希梧；父袁輪，母安氏。具庆下。弟魏、瑰、隗、巍。